# Blaju, Argeș
Blaju este un sat în comuna Tigveni din județul Argeș, Muntenia, România.